# 2018年アフヴァーズに於ける軍事パレード襲撃事件
2018年アフヴァーズに於ける軍事パレード襲撃事件（2018ねん - におけるぐんじ - しゅうげきじけん）とは、2018年9月22日9時0分（IRST）ごろ、フーゼスターン州アフヴァーズ（イラン）で発生した武装集団組織による軍事パレード襲撃事件。

## 概要
2018年9月22日9時0分（IRST）頃、イラン・イスラム共和国にとって国家の神聖なる週間である神聖なる国家防衛週間を記念する軍事パレードがアフヴァーズにて執り行われようとしたその時、イスラム革命防衛隊を偽装したと思われる武装集団がパレード隊列に向けて突然、銃を乱射した。この際にパレードを観覧していた民間人を含めた25名が死亡し、負傷者が60名確認できたと伝えられる。
またアフヴァーズでのパレードを取材していたジャーナリストによれば、『武装集団の1名はAK-47（カラシニコフ銃）を所持していた』という。
イラン治安部隊は武装集団に対して反撃してその場で3人を射殺し、1人は逮捕した。逮捕した1人は後に死亡したことを明らかにした。
今回の事件について、イスラーム過激派組織ISILが犯行声明を発表している。

## イラン・イスラム共和国の反応
今回の事件を受けて、イラン・イスラム共和国国家最高指導者のアリー・ハーメネイーは、「アメリカ合衆国とその手先による卑劣なテロ行為である」とする声明を発した。
またハサン・ロウハーニー大統領は、国家警察当局などに対して事件の徹底捜査を行うよう指示すると共に、「事件の背後にアメリカ合衆国とその同盟国たる国家が関係している」と非難するコメントを出した。
イラン・イスラム共和国外務省はイギリス、オランダ、デンマークの外交使節に対して、『テロ組織のメンバーが各々の国にいる』として激しく抗議し、モハンマド・ジャヴァード・ザリーフ外務大臣は自身のTwitterにてアフヴァーズ事件の犯人について「外国政府が訓練したテロリストだ」と発言している。

## 海外の反応
今回の事件に際して、ウラジーミル・ウラジーミロヴィチ・プーチンロシア連邦大統領がテロ行為を非難する声明を出したのを始め、各国の政府首脳からイラン・イスラム共和国政府に対してお見舞いのメッセージが寄せられている。